# Appendice epiploica

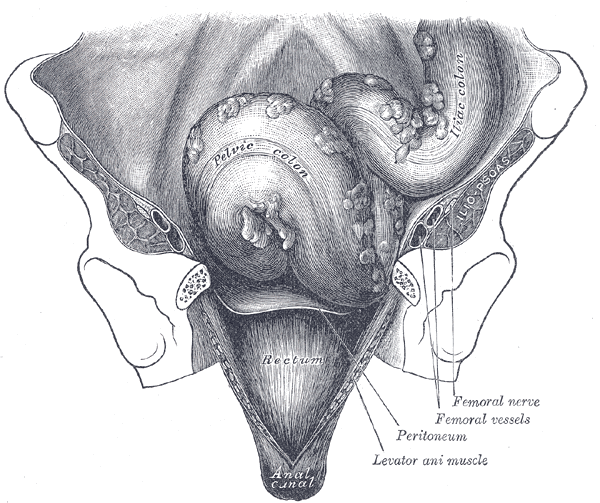
Veduta del colon sigmoideo e retto, visti frontalmente, dopo la rimozione delle ossa pubiche e della vescica. Sono visibili alcune sacche piene di lipidi

Le appendici epiploiche, talvolta definite anche appendici omentali, sono piccole sacche costituite di peritoneo piene di lipidi e situate in prossimità del tenue, lungo il colon e la parte superiore del retto.
Queste appendici si rinvengono con maggiore facilità lungo il decorso dell'intestino trasverso e del sigma, ma la loro funzione è ancora sconosciuta.
Tali appendici mancano nel neonato e si sviluppano durante l'età adulta.
Talvolta queste appendici epiploiche vanno incontro a processi di tipo infiammatorio, dando luogo a un corteo sintomatologico in cui prevale il dolore. L'infiammazione delle appendici omentali clinicamente può mimare e pertanto essere confusa con l'appendicite acuta o in alternativa la diverticolite acuta.

## Sintomi
Spesso si presentano dei dolori pungenti nella zona del ventre, talvolta accompagnati da sensazione di nausea e vomito.
In alcuni soggetti è possibile che si verifichi aumento della temperatura corporea e diarrea.

## Patologie
L'appendagite epiploica è una non comune causa di dolore addominale che avviene in seguito a torsione spontanea o a trombosi venosa delle vene di deflusso della superficie sierosa del colon.
 
L'appendicite epiploica è associata ad obesità od a erniazione dell'epiploon. 
Generalmente è una malattia auto-limitante. Raramente può esitare in ostruzione intestinale e peritonite.

## Trattamento
In caso di infiammazione dell'appendice epiploica si consiglia di eseguire un trattamento con analgesici, spasmolitici e antibiotici. Il disturbo tende infatti ad autolimitarsi e a scomparire in pochi giorni. Nel caso la terapia medica non sia efficace, è possibile ricorrere alla rimozione, generalmente per via laparoscopica.